# Синтрон
Синтрон (на гръцки: Συνθρόνον – сопрестолие) е термин в сакралната (църковна) архитектура. Представлява стъпаловидна пейка, много често – каменна, за духовенството в епископски и патриаршески храмове, която е разположена по стената на олтарната апсида на църквата.
Големият френски учен, част и от българската научна общност – Андре(й) Грабар, определя синтрона въз основа на анализ на необикновения по своята познавателна, архитектурна и изобразителна същина синтрон в съборната черква на остров Свети Ахил в Малото Преспанско езеро – последната столица на Цар Самуил и място на неговото погребение: „... всеки синтрон на съборна черква [служи] за сядане на свещениците по време на някои църковни служби, а също и за други събирания, възгласявани от местния епископ. Епископът заемал мястото в средата, където се намирал неговият трон. Оттук произхожда понятието „синтрон“, което очевидно означава, че свещениците, заобикалящи епископа, делят този трон с него. В обикновената катедра по правило само един духовник имал епископски сан; в някои случаи, обаче – разбира се, много редки – това не е било така: например, когато се е отнасяло за катедрала на архиепископство, в чийто състав влизали няколко епархии, всяка от които се е намирала под административното ръководство на епископ. В архиепископската катедрала председателското място на „синтрона“ се падала по право на архиепископа, заобиколен от наместниците си. Синтронът в този случай е имал значението на тронно събрание, на което епископите се събирали около своя архиепископ“.